# Careï
Pour les articles homonymes, voir Careï (homonymie).
Le Careï est un petit fleuve côtier français du département des Alpes-Maritimes, en région Provence-Alpes-Côte d'Azur, qui se jette en mer Méditerranée à Menton.

## Géographie

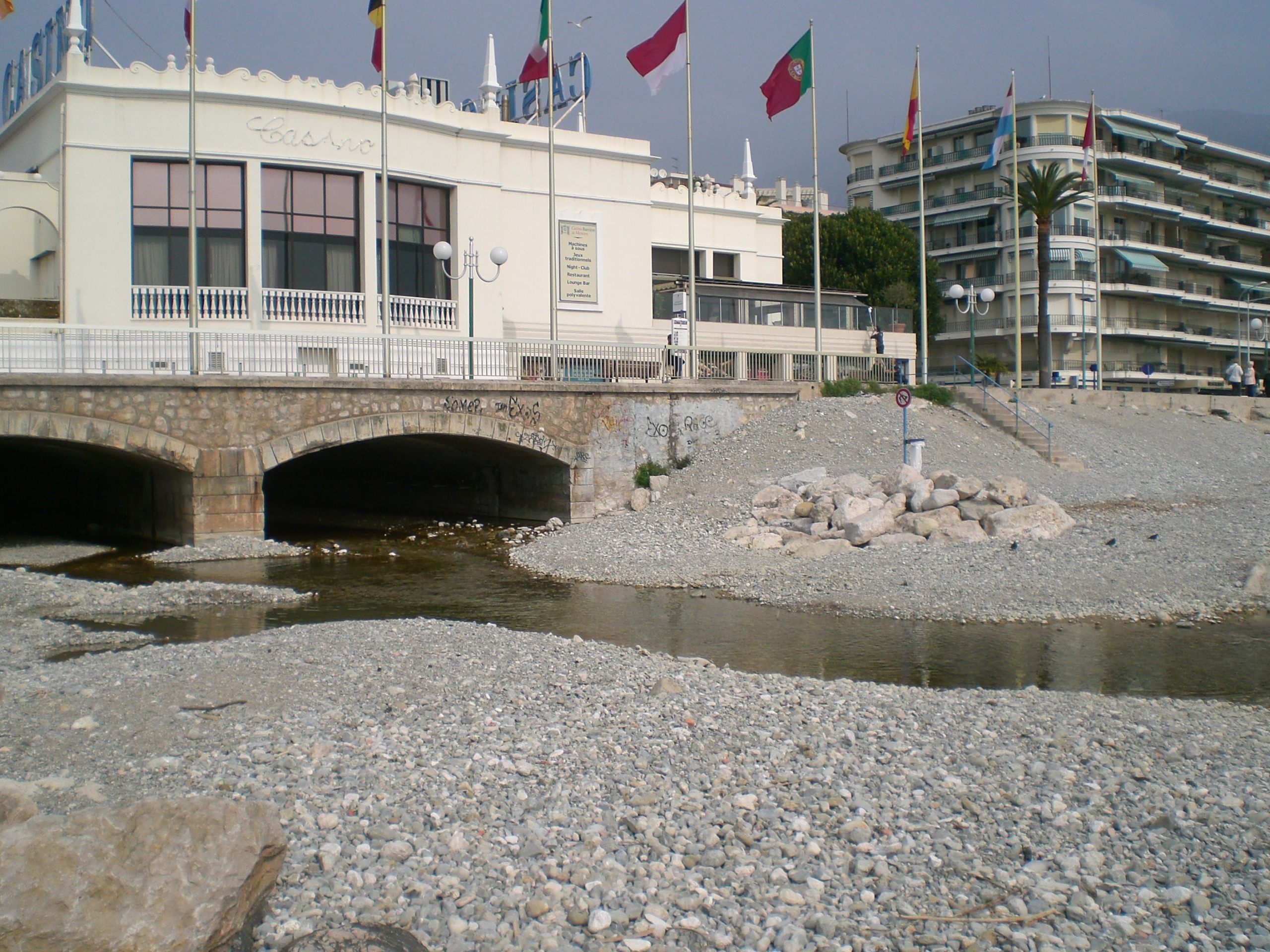
Embouchure du Careï devant le casino de Menton.

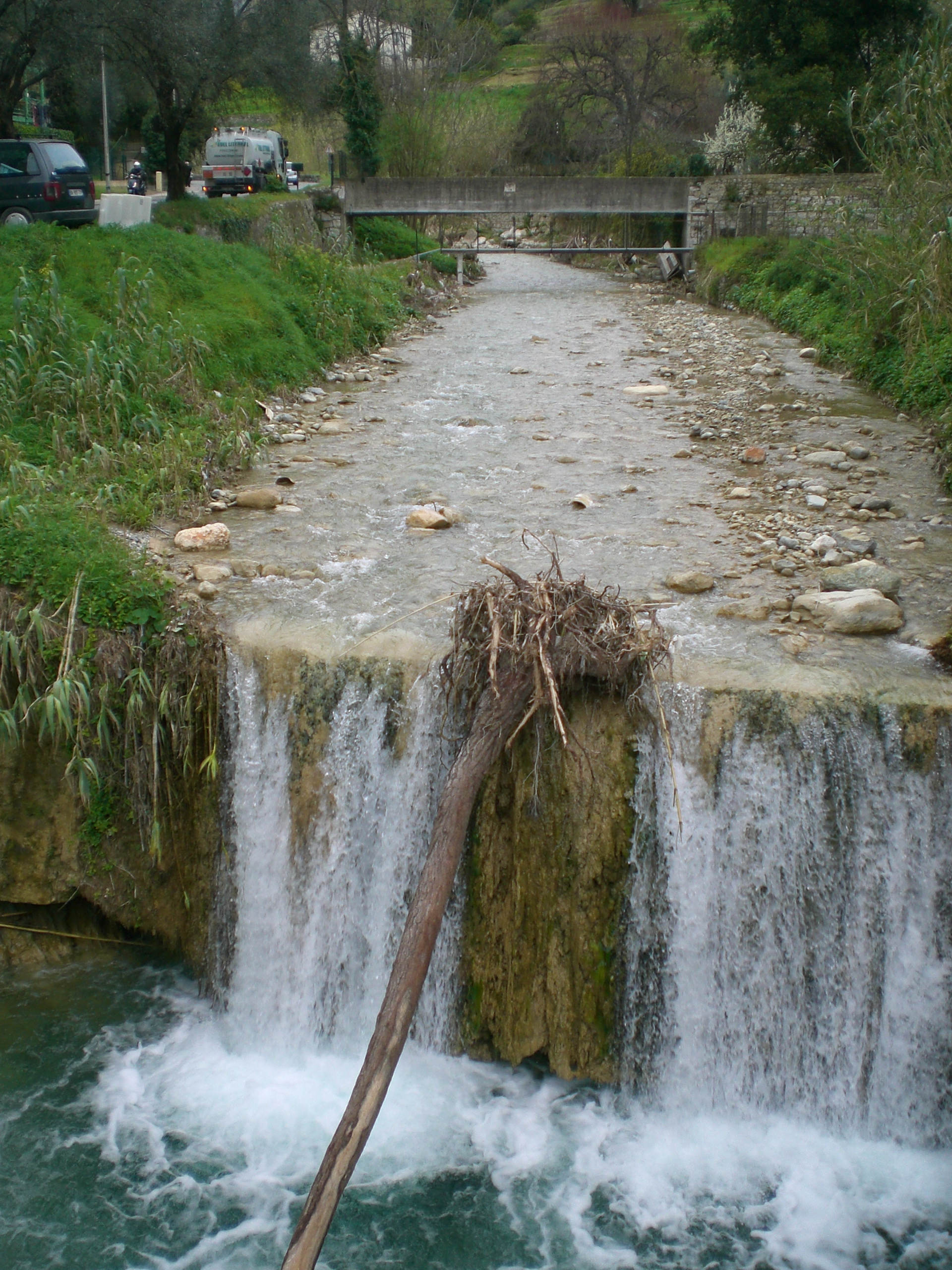
embâcle sur le Careï à Menton.

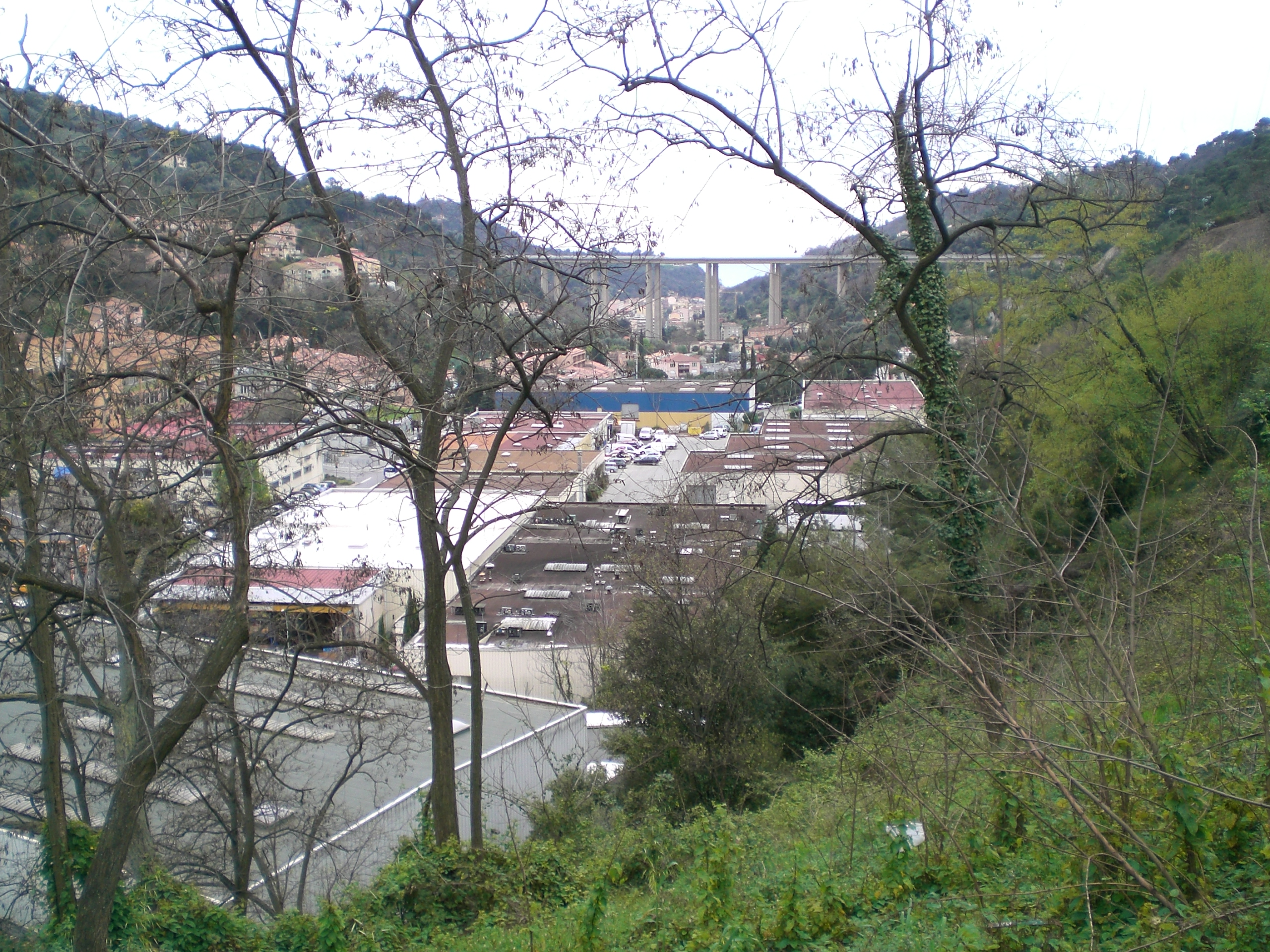
Zone d'activités du Careï à Menton.

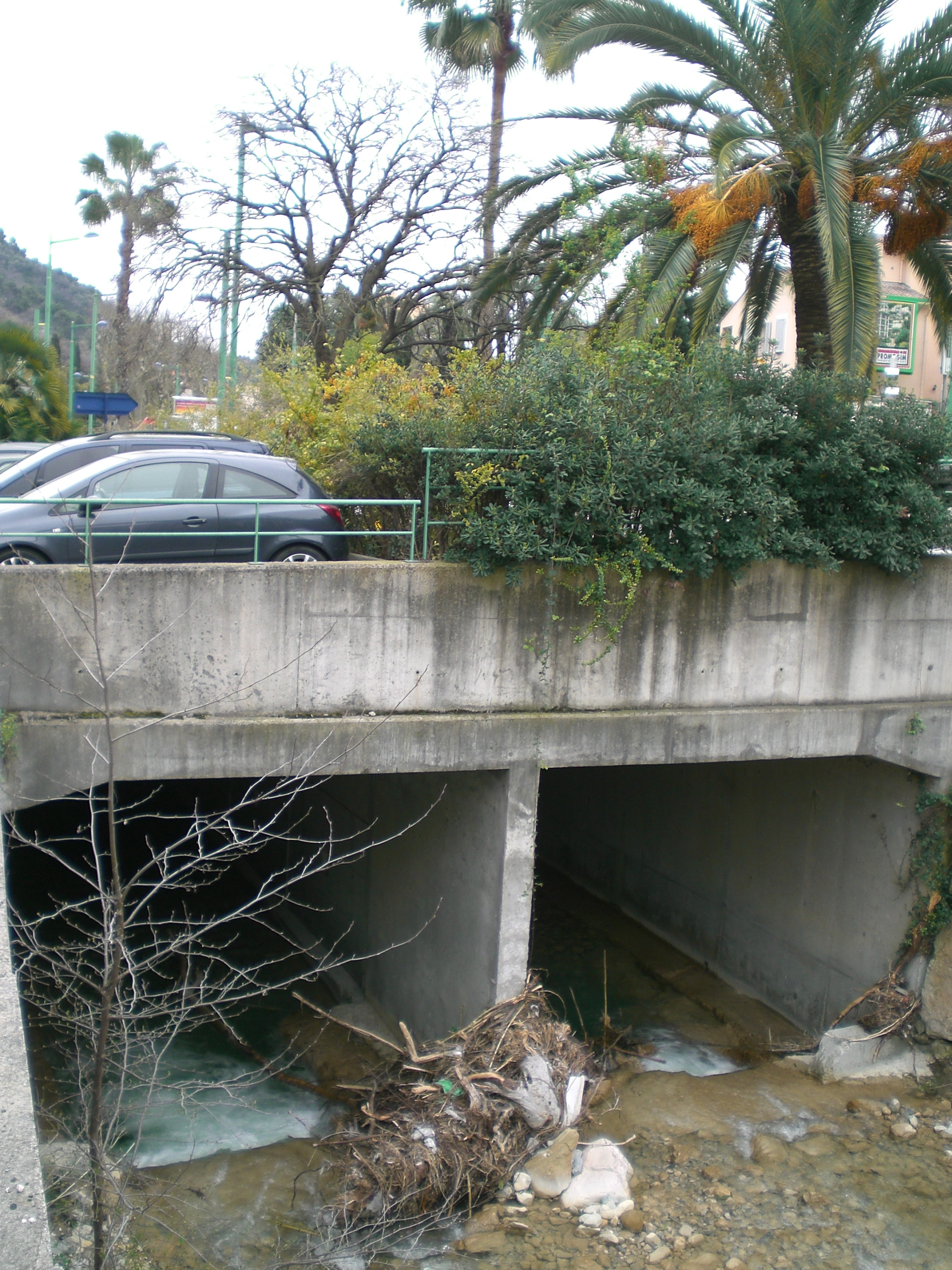
Début de la partie couverte sur 1.5 km à Menton.

De 10 kilomètres de longueur, le Careï prend sa source sur la commune de Castillon, à 1 100 mètres d'altitude, au sud-ouest du Mont Razet (1 287 m).
Il coule globalement du nord-ouest vers le sud-est et passe sous l'autoroute A8 dite la Provençale. Sur la partie terminale, il est couvert sur plus de deux kilomètres.
Il a son embouchure avec la mer Méditerranée sur la commune de Menton, à 0 mètres d'altitude.

### Communes et cantons traversés
Dans le seul département des Alpes-Maritimes, le Careï traverse les trois communes suivantes, dans deux cantons, de l'amont vers l'aval, de Castillon (source), Castellar et Menton (confluence).
Soit en termes de cantons, le Carei prend source dans le canton de Sospel, et conflue dans le canton de Menton-Est, le tout dans l'arrondissement de Nice et dans l'intercommunalité de communauté d'agglomération de la Riviera française.

### Bassin versant
Le Carei traverse une seule zone hydrographique « Côtiers du Paillon à la frontière italienne » (Y653) de 95 km2 de superficie,. Le bassin versant du Careï est de 20,34 km2 de superficie.
Les cours d'eau voisins sont au nord-ouest, au nord et au nord-est la Bévéra (affluent du fleuve côtier la Roya), le Fossan à l'est, la Mer Méditerranée au sud-est, sud et sud-ouest, le Borrigo et le Gorbio à l'ouest.

### Organisme gestionnaire
L'organisme gestionnaire est le SMIAGE ou Syndicat Mixte Inondations, Aménagements et Gestion de l'Eau maralpin, créé en le 1er janvier 2017 , et s'occupe désormais de la gestion des bassins versants côtiers des Alpes-Maritimes, en particulier de celui du fleuve le Var. Celui-ci « a été reconnu comme EPTB, avec les félicitations du jury, lors de la séance du comité de bassin de l’Agence l’eau Rhône-Méditerranée-Corse du vendredi 22 juin 2018 car il porte à la fois des politiques liées à la prévention du risque inondation et la gestion des milieux aquatiques »,.
Le SIECL ou Syndicat Intercommunal des Eaux des Corniches et du Littoral, s'occupe de la production et de la distribution d'eau potable -exclusivement, donc sans collecte et traitement des eaux usées -,.

## Affluents
Le Careï a un seul tronçon affluent référencé au SANDRE :
- le ruisseau de Ciambaïro (rg[note 2]), 3,4 km, sur les deux communes de Castillon et Castellar avec un affluent :
  - le ruisseau de la Romogieré (rg), 1,4 km, sur la seule commune de Castellar.
- le ruisseau de la Condamine (rg), 2,7 km, sur la seule commune de Castellar.
- le ruisseau de Canta Merio (rg), 2,3 km, sur les deux communes de Menton, Castellar.

Géoportail ajoute :
- le ravin de l'Ubac Foran,
- le ravin de Bramafan,
- le ravin de la Tuve,

### Rang de Strahler
Le rang de Strahler du Careï est donc de trois par le ruisseau de Ciambaïro.

## Hydrologie
Son régime hydrologique est dit pluvial méridional.

## Aménagements et écologie

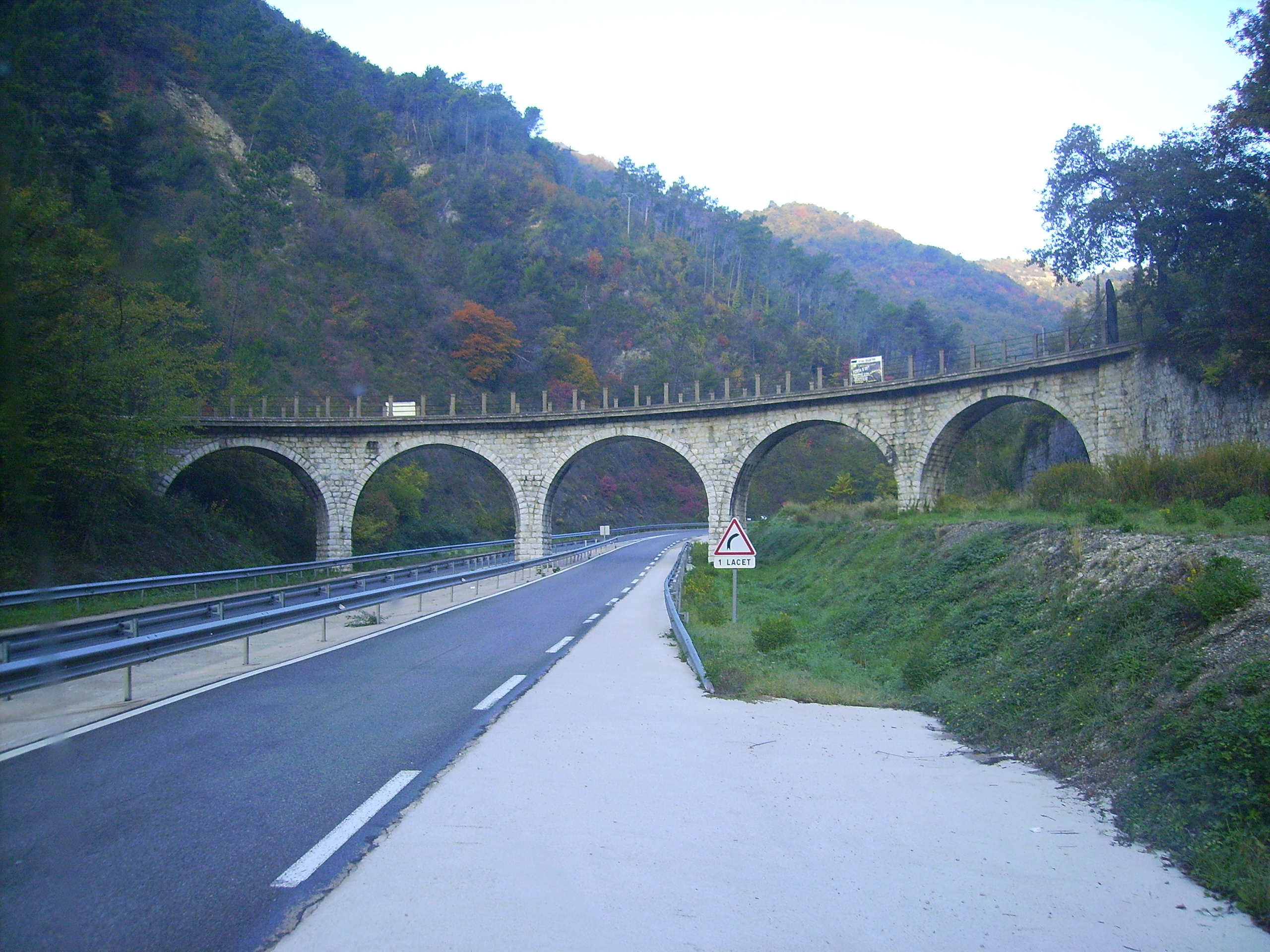
Viaduc du Careï aujourd'hui sur l'ancienne ligne de tramway de Menton à Sospel.

L'hiver 2013-2014 a été très pluvieux et de nombreux éboulements ont bloqué les routes d'accès de l'arrière pays. En remontant la vallée du Careï fortement occupé et dont la partie basse sur plus d'un kilomètre et demi est couverte : casino en bord de mer, esplanade pour la fête des citrons (jardin Biovès), gare routière et marché, zones commerciales, puis zone d'activités industrielles.
La vallée a aussi servi au XIXe siècle à la ligne du tramway de Menton à Sospel et des viaducs désaffectés témoignent de cette ligne.

### Site Natura 2000
La vallée du Careï est avec les collines de Castillon, inscrite comme site du Réseau Natura 2000, pour une superficie de 4 816 hectares enregistré depuis le 7 novembre 2013 , comme SIC ou Site d'intérêt communautaire, pour l'instant sans plan de gestion: FR9301567 - Vallée du Careï - collines de Castillon. 
Une association locale l'ASPONA ou ASsociation POur la sauvegarde de la NAture et des sites de Roquebrune Cap-Martin Menton et environs, sise à Roquebrune Cap Martin, suit le sujet.